# 橋本来留美
橋本 来留美（はしもと くるみ、1997年7月14日 - ）は、日本の女優である。
東京都出身。元ボックスコーポレーション所属。

## 来歴
- 2002年、友人に勧められたのがきっかけで芸能界入りし、CM「味の素『ピュアセレクトマヨネーズ』」でデビュー。
- 2009年8月、Sugar&Spiceからボックスコーポレーションへ移籍[1]。それを機に、芸名を「橋本 くるみ」から「橋本 来留美」へと改名した。

## 出演

### 映画
- 阿修羅城の瞳（2005年、松竹）- 少女 役
- どろろ（2007年、東宝）- どろろ（幼少期） 役
- アルゼンチンババア（2007年）- 涌井みつこ（幼少期） 役
- 大決戦!超ウルトラ8兄弟（2008年）- ヒカリ 役

### テレビドラマ
- X'smap〜虎とライオンと五人の男〜（2004年、フジテレビ）- ハナ 役
- プロポーズ大作戦（2007年、フジテレビ）- 吉田礼（幼少期） 役
- フキデモノと妹（2008年、テレビ朝日）
- ブラッディ・マンデイ（2010年、TBS）- 倉野理紗（少女時代）役
- スクール!!（2011年、フジテレビ）- 橋部来留美 役

### CM
- 味の素 ピュアセレクトマヨネーズ（2002年）
- P&G ファブリーズ除菌プラス（2003年）
  - 夏の汗篇
  - 大掃除篇
  - お魚篇
  - お部屋チン篇
  - ぬいぐるみ篇
- マイクロソフト Internet safety（2005年）
- 愛・地球博（2005年）
- ソニー
  - 環境広告 ホタルと女の子篇（2005年）
  - ブラビア（2005年）
  - ハイビジョンハンディカムUX1 集合篇（2006年）
- 本田技研工業 ストリーム ショッピング篇（2006年）- 娘役
- ヤマト運輸 クロネコヤマト宅急便30周年（2006年）
- 日本コカ・コーラ ミニッツメイド 朝の父娘篇（2006年）
- NTTドコモ関西 はじめてのケータイ篇（2006年）
- NTTドコモ キッズケータイ みんなのお守り篇（2006年）
- ハウス食品株式会社 完熟トマトのハヤシライスソース トマトのお絵描き唄篇（2007年）
- マイクロソフト Windows Vista Moment of WOW 編（2007年）

### スチル
- 東京ディズニーリゾートシリーズ（2006年）